# Pierre de Rivaux
Pierre de Rivaux (mort en 1262) est un courtisan poitevin influent à la cour d'Henri III d'Angleterre. Il est lié à Pierre des Roches, étant son neveu (ou peut-être un fils).
Il est en effet le ministre principal d'Henri à partir de 1232 et pendant une courte période, occupant des charges dans la Maison du Roi et étant installé comme shérif dans plusieurs comtés. Son administration comprend Stephen Segrave, Robert Passelewe et Brian de Lisle et réalise une concentration entre ses mains d'une grande part des revenus royaux.
Il perd le pouvoir en 1234 dans des conditions dramatiques, à la suite de la mort de  Richard le Maréchal, 3e comte de Pembroke, qui a été attribuée aux manigances de Pierre des Roches. Pendant un temps, Pierre de Rivaux et ses amis ont été proclamés traîtres. Une réhabilitation partielle a suivi.
Il occupe les offices de gouverneur des Cinq-Ports et gardien du château de Douvres à partir de 1236, et connaît une brève élévation avant le déclenchement de la seconde guerre des barons. À cette époque, les deux offices avaient été séparés et le titre de Lord Warden n'était pas établi, ce qui fait que de Rivaux était qualifié de Gardien de la côte des rois.

## Source
- (en) Cet article est partiellement ou en totalité issu de l’article de Wikipédia en anglais intitulé « Peter de Rivaux » (voir la liste des auteurs).